# Suberanthus
Suberanthus  es un género con nueve especies de plantas con flores perteneciente a la familia de las rubiáceas.
Es nativo de Cuba y la Hispaniola.

## Especies
- Suberanthus × angustatus (C.Wright ex Griseb.) Borhidi 1983
- Suberanthus brachycarpus (Griseb.) Borhidi & M.Fernández 1981
- Suberanthus canellifolius (Britton) Borhidi & M.Fernández 1981
- Suberanthus hincheanus (Urb. & Ekman) Borhidi 1983
- Suberanthus neriifolius (A.Rich.) Borhidi & M.Fernández 1981, denominada en Cuba y Puerto Rico agracejo[3]
- Suberanthus × nipensis Borhidi & M.Fernández 1983
- Suberanthus pungens (Urb.) Borhidi 1983
- Suberanthus stellatus (Griseb.) Borhidi & M.Fernández 1981
- Suberanthus yumuriensis (Britton) Borhidi & M.Fernández 1981